# Maquereau roi
Scomberomorus cavalla
Espèce
Statut de conservation UICN

 LC  : Préoccupation mineure
Scomberomorus cavalla, le Maquereau roi ou le Thazard barré, est une espèce de poissons migratoires. Il habite dans les hautes mers de l’océan Atlantique ouest et le golfe du Mexique. C’est une espèce importante pour les industries de la pêche industrielle et commerciale.

## Description
Le thazard barré est un poisson fin, un peu aplati d’un côté à l’autre. Le corps est entièrement recouvert de très petites écailles très friables. La première nageoire dorsale est argentée et normalement repliée dans le corps du poisson. Les nageoires latérales commencent haut sur les épaules, tombent rapidement à mi-corps et continuent en ligne horizontale et ondulée jusqu’à la queue. Sa couleur est olive sur le dos à argentée avec un rose iridescent sur les côtés, devenant blanc sur le ventre.
Les poissons de moins de 5 kg ont des points jaune marron sur les flancs, de taille légèrement inférieure aux taches du maquereau atlantique espagnol, Scomberomorus maculatus. Ses dents acérées sont larges, uniformes, rapprochées et aplaties d’un côté à l’autre.

## Distribution et habitat
Le Thazard barré est une espèce subtropicale de la côte atlantique des Amériques. Commun dans les zones côtières de la Caroline du Nord au Brésil, il peut être trouvé jusqu'à Rio de Janeiro, et parfois jusqu’au golfe du Maine. Cependant, sa préférence pour des eaux de 20 à 29 °C limite sa distribution.
Le Thazard barré habite communément les eaux de 12 à 45 m de profondeur, aussi les principaux terrains de pêche. Les poissons les plus gros se retrouvent principalement à l’intérieur des côtes, dans les embouchures de rivières et dans les ports, et parfois même à des profondeurs de 180 m aux bords du Gulf Stream.

## Migrations
Au moins deux groupes migratoires de thazards barrés ont été découverts sur les côtes américaines. Un groupe situé dans le golfe du Mexique va de la côte du Texas pendant l’été jusqu'à la côte est de la Floride de novembre jusqu'à mars. Les poissons déposent leurs œufs pendant l’été entier dans le nord du golfe.
Un second groupe abonde sur les côtes de la Caroline du Nord pendant le printemps et l’automne. Ce groupe migre vers le sud-est de la Floride ou il dépose ses œufs de mai jusqu'à août, puis revient lentement pendant la saison estivale. Il semblerait que ce groupe passe l’hiver dans les eaux profondes des Carolines alors qu’une étude de suivi a démontré qu’ils n’étaient jamais trouvés sur les côtes de Floride pendant cette saison.

## Alimentation
Le Thazard barré est un carnivore vorace et opportuniste. Leur proie dépend principalement de leur taille. Suivant la saison et l’emplacement, ils préfèrent le menhaden et d’autres poissons apparentés a la sardine (Clupeidae), le cutlass (Trichiuridae), l’anchois, ou le maquereau de l’Atlantique Nord.

## Impact sur la santé humaine
Le département américain de la Santé recommande une consommation restreinte de certains poissons et pour certaines catégories de personnes en raison de leurs niveaux élevés de mercure. Une étude publiée en février 2006 rapporte les taux de mercure chez certains poissons. Le niveau relativement élevé de mercure dans le Thazard barré (0,73 ppm) pousse la FDA (Food and Drug Administration) à recommander de privilégier d’autres poissons riches en oméga-3 comme le maquereau atlantique (0,050 ppm) ou la perche.